# Богомилово
Богомилово (болг. Богомилово) — село в Болгарии. Находится в Старозагорской области, входит в общину Стара-Загора. Население составляет 1 347 человек.
Богомилово расположено в 3 км к западу от города Стара-Загора и 186 км от Софии.

## Политическая ситуация
В местном кметстве Богомилово, в состав которого входит Богомилово, должность кмета (старосты) исполняет Петыр Василев Коев (независимый) по результатам выборов.
Кмет (мэр) общины Стара-Загора — Светлин Танчев (Граждане за европейское развитие Болгарии (ГЕРБ)) по результатам выборов в правление общины.